# Duyure
Duyure (betekenis: "Beek van de coyotes") is een gemeente (gemeentecode 0604) in het departement Choluteca in Honduras. De gemeente grenst aan Nicaragua. De rivier Choluteca loopt door een deel van de gemeente heen.

## Geschiedenis
Het dorp heette eerst Valle de la Soledad, en was gesticht in 1821. Het hoorde bij de gemeente San Marcos de Colón. In 1884 werd het een onafhankelijke gemeente, maar dit werd in 1889 weer ingetrokken. In 1895 werd het dan toch een gemeente.
Er zijn archeologische overblijfselen gevonden in Duyure. Deze worden echter vaak geplunderd.

## Centraal Park
Midden op het Centraal Park (Parque Central) van de hoofdplaats Duyure staat een grote guanacasteboom. Verder staan er acacia's en tamarindes. Om het park bevinden zich een katholieke kerk uit de 19e eeuw, een computercentrum, een gezondheidspost en een kleuterschool.

## Bevolking
De bevolking is als volgt verdeeld:
| Vrouwen | 1701 | 48,2% |
| Mannen  | 1828 | 51,8% |

## Dorpen
De gemeente bestaat uit zes dorpen (aldea), waarvan het grootste qua inwoneraantal: Duyure (code 060401).
Elk dorp heeft een school voor kleuter- en basisonderwijs. In Duyure staat er ook een middelbare school.

## Vervoer
Het dorp ligt vrij geïsoleerd. Er loopt een zandweg van 32 kilometer naar San Marcos de Colón, waar er aansluiting is op de Pan-Amerikaanse Snelweg. Er is een busverbinding tussen Duyure en San Marcos de Colón, deze duurt ongeveer anderhalf uur.

Foto's van Duyure
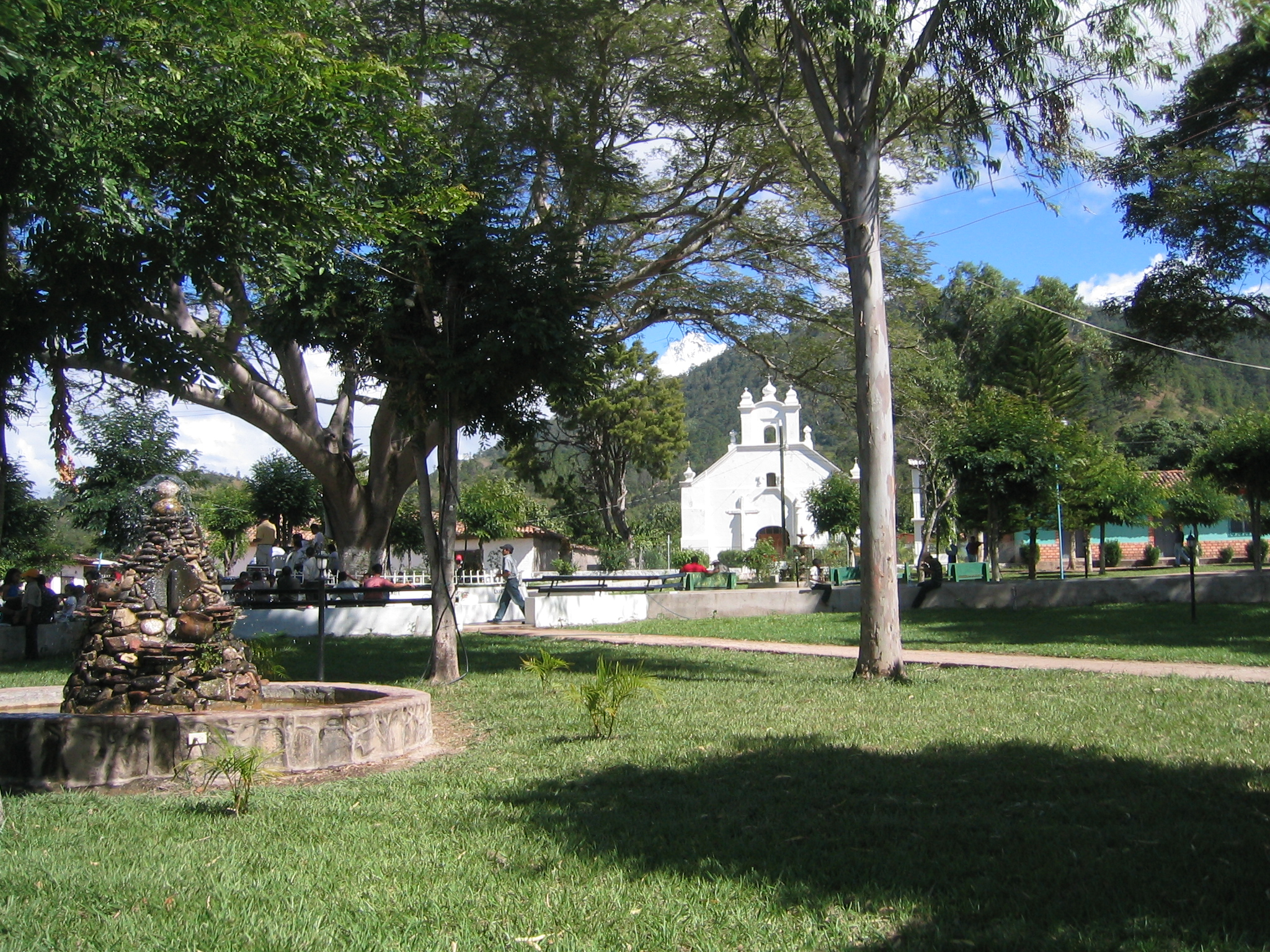
Centraal Park
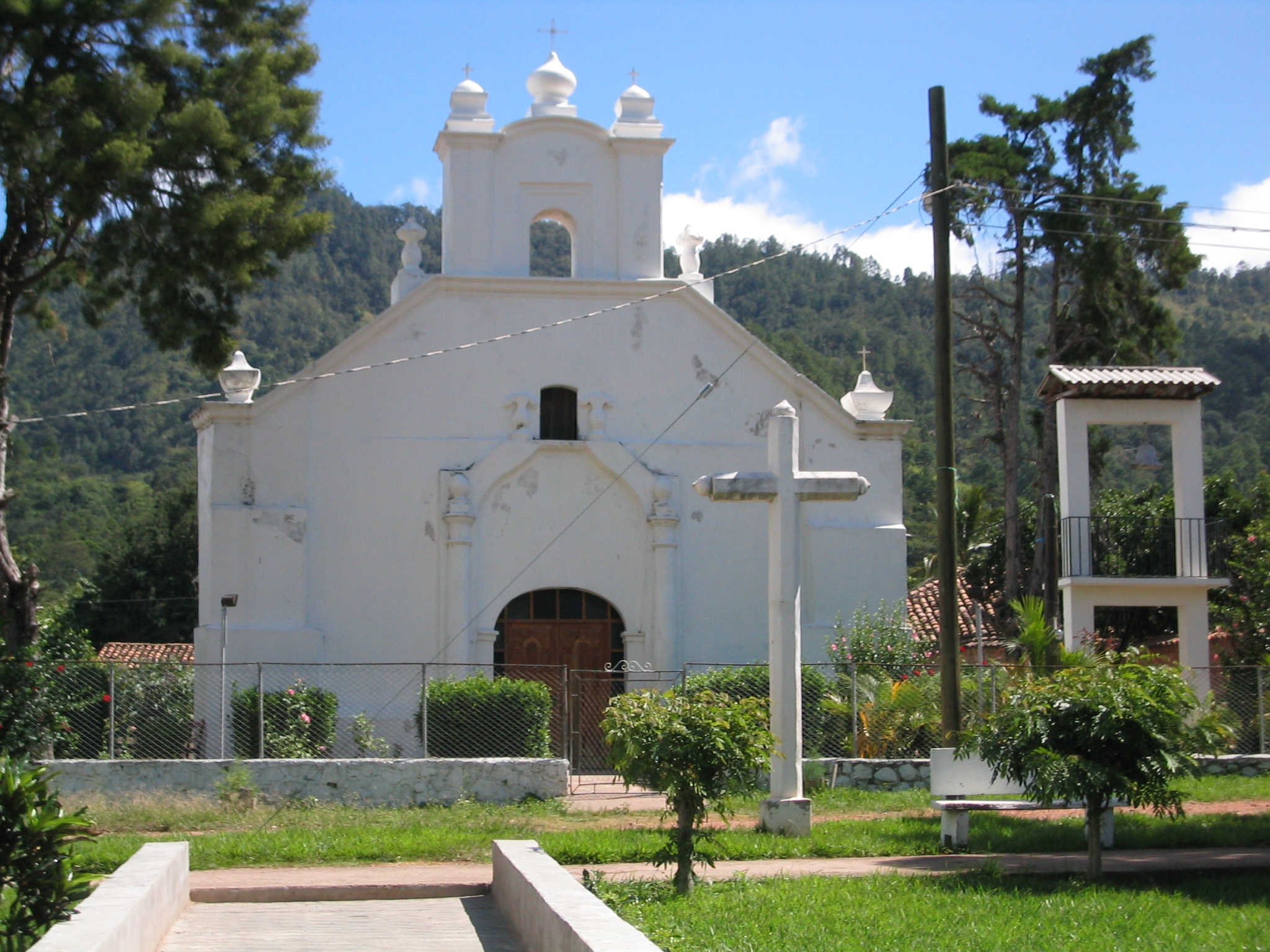
Katholieke kerk
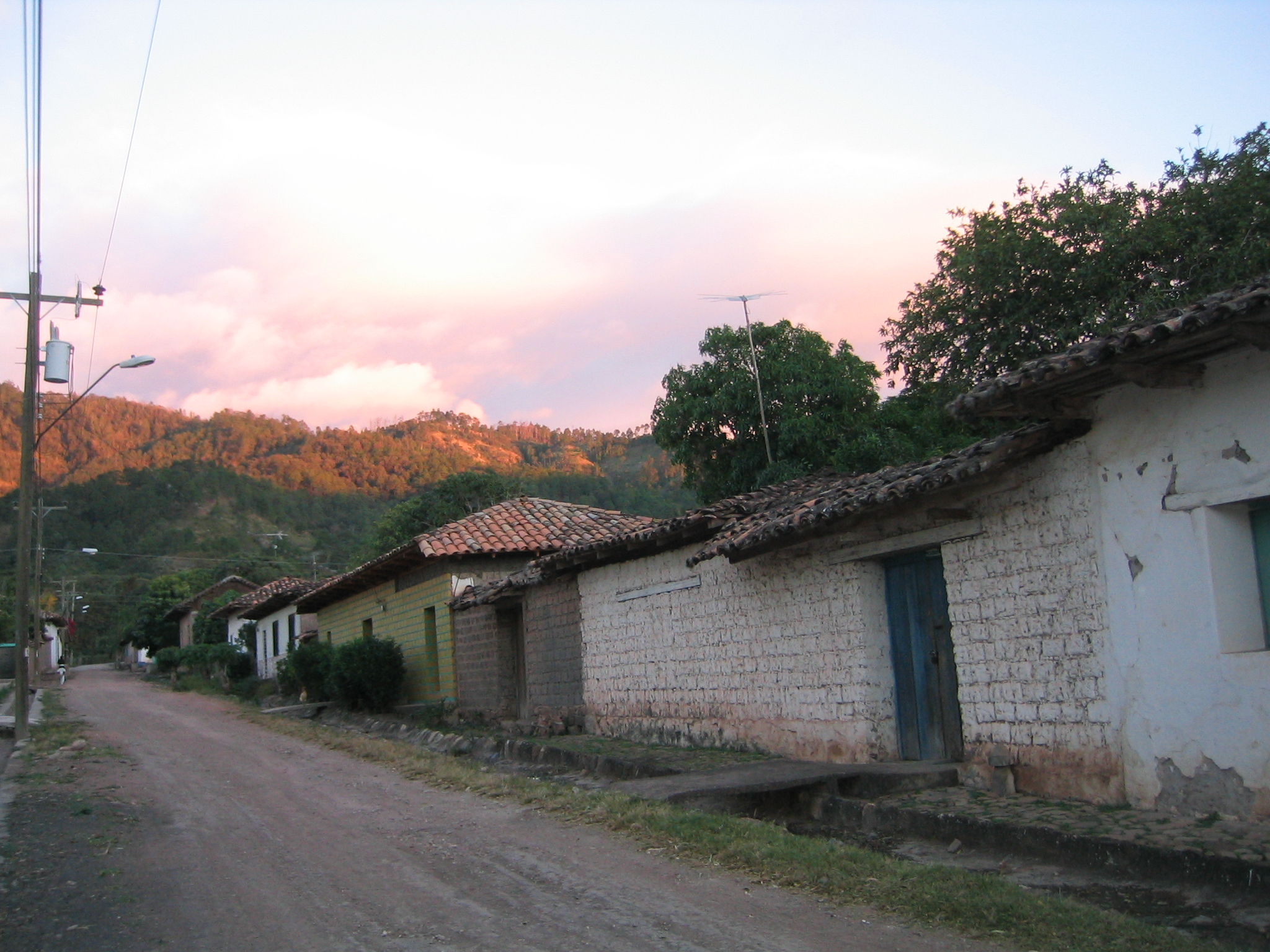
Hoofdstraat
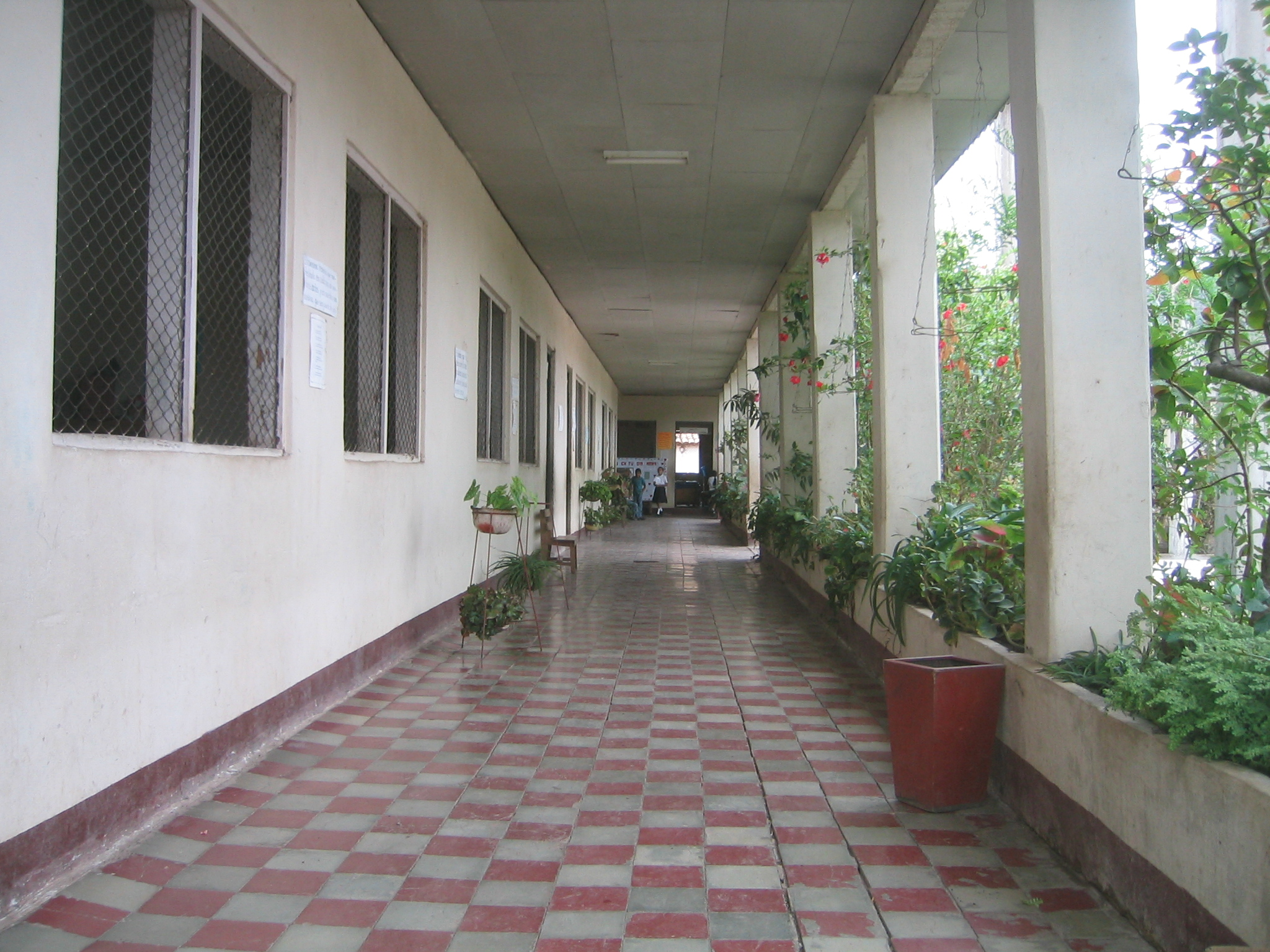
Basisschool